# Eskortowiec
Okręt eskortowy – zbiorcze określenie klas, a także klasa okrętów bojowych (eskortowiec), których podstawowym przeznaczeniem jest eskortowanie konwojów statków oraz innych cennych okrętów – ich ochrona przed atakami sił wroga, przede wszystkim okrętów podwodnych i lotnictwa. 
Okręty eskortowe nie stanowiły jednolitej klasy okrętów. W szerokim znaczeniu pojęcie okrętów eskortowych obejmuje także takie wyodrębnione klasy, jak lotniskowiec eskortowy, niszczyciel eskortowy, fregata, korweta. W węższym znaczeniu okręty eskortowe (eskortowce) stanowią określenie niewielkich lub średniej wielkości okrętów nie zaliczanych do innych wyodrębnionych klas, a których podstawowym przeznaczeniem są zadania eskortowe. Okrętów tak określanych używano głównie w okresie II wojny światowej, przy tym nie we wszystkich państwach okręty takie nazywano eskortowcami, a część z nich określana jest tak w literaturze przedmiotu. Z kolei w czasach powojennych niektóre typy okrętów bywały klasyfikowane oficjalnie jako eskortowce, chociaż odpowiadają innym wyodrębnionym klasom, zazwyczaj niszczycielom lub fregatom.
Przeciętne cechy większości eskortowców do okresu II wojny światowej włącznie to wyporność w granicach 800–1300 ton, uzbrojenie w kilka dział kalibru do 105–120 mm i prędkość 16–20 w. Okręty te miały też po kilka małokalibrowych działek przeciwlotniczych oraz miotacze i zrzutnie bomb głębinowych. Część mogła wypełniać zadania pomocnicze, jak np. trałowanie min.

## Historia
Ochrona statków przed atakami wroga lub piratów była jednym z tradycyjnych zadań wypełnianych przez okręty jeszcze w epoce flot żaglowych. Potrzeba powstania wyspecjalizowanych okrętów eskortowych zaistniała podczas I wojny światowej, kiedy poważnym zagrożeniem dla żeglugi stały się licznie stosowane i dojrzałe konstrukcyjnie okręty podwodne. Przede wszystkim zagrożenie to dotyczyło państw ententy, które polegały na dostawach zamorskich, i przeciwko którym kierowana była niemiecka ofensywa podwodna. Najskuteczniejszymi okrętami stosowanymi do walki z okrętami podwodnymi stały się niszczyciele, lecz były to jednostki uniwersalne, potrzebne także do eskortowania większych okrętów i innych zadań bojowych, wobec czego ich liczba była dalece niewystarczająca, a nie wszystkie też miały odpowiedni zasięg i dzielność morską do działań oceanicznych. Z uwagi na konieczność przenoszenia silnego uzbrojenia i rozwijania wysokich prędkości, były przy tym stosunkowo drogie w budowie. Przystąpiono wówczas w państwach ententy do budowy specjalnych eskortowców, o możliwie taniej konstrukcji, wzorowanej na statkach handlowych. W Wielkiej Brytanii nowe eskortowce klasyfikowane były jako slupy (ang. sloop), a we Francji jako awizo (fr. aviso). Do eskorty statków używane też były trawlery uzbrojone i trałowce, lecz podobnie jak niszczyciele, nie stanowiły specjalnych okrętów eskortowych.

## Przegląd okrętów – do II wojny światowej

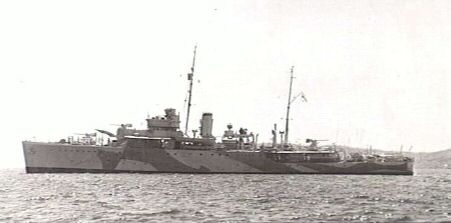
„Swan” podczas II wojny światowej.

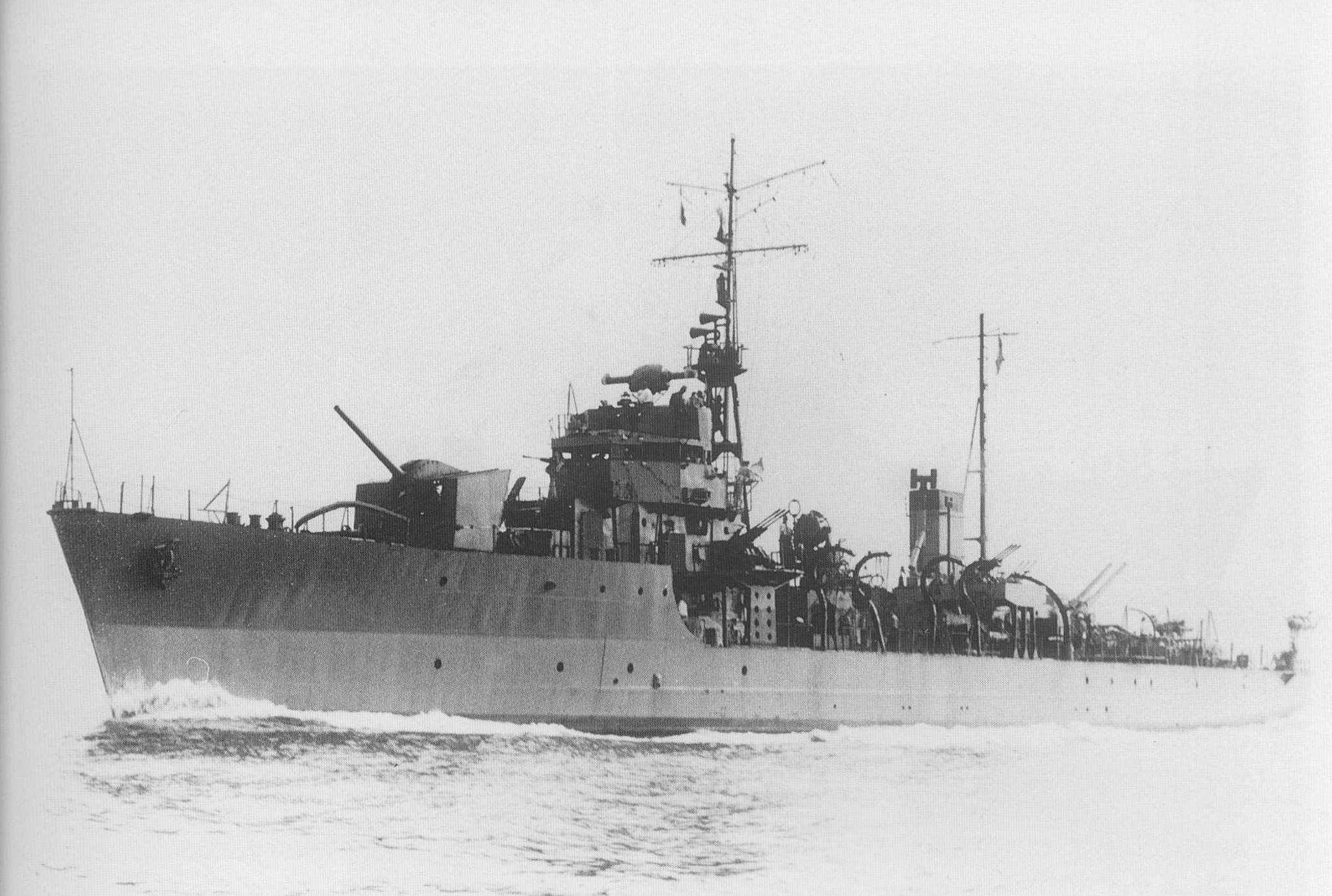
Japoński eskortowiec „Shonan” z okresu II wojny światowej (typ Ukuru).

Najczęściej jako eskortowce określa się w polskiej terminologii okręty brytyjskiej klasy slupów (ang. sloop), z powodu braku szerszego przyjęcia klasy „slup” w polskim nazewnictwie. Okręty te, o wyporności 1000–1300 ton, prędkości 16–20 w i uzbrojeniu głównym z 2–6 dział kalibru 102–120 mm, używane były w znacznej liczbie podczas obu wojen światowych w Wielkiej Brytanii, a także krajach Wspólnoty Brytyjskiej, jak Australia.
Okrętami klasyfikowanymi wprost jako eskortowce floty (niem. Flottenbegleiter) była niemiecka seria okrętów F1 – F10 z 1935 roku (typu Flottenbegleiter 1936), o wyporności 1028 ton, prędkości 28 w i uzbrojeniu głównym 2 działa 105 mm. Szereg różnych zdobytych podczas II wojny światowej okrętów, a nawet przebudowanych statków, był również przez Niemców wykorzystywany jako eskortowce (Schnelles Geleitboot – „szybki eskortowiec”, w skrócie SG).
Liczne eskortowce budowali Japończycy podczas II wojny światowej, należące do kilku typów. Oznaczane były jako kaibokan (okręt obrony wybrzeża). Okręty te miały zwykle 700–900 ton wyporności, uzbrojenie główne w 2–3 działa 120 mm, prędkość 16–19 w.
Jako eskortowce też klasyfikuje się amerykańskie okręty klasy PCE (Patrol Craft Escort, dosł. patrolowiec eskortowy) z okresu II wojny światowej (wyporność 860 ton, prędkość 15,5 w, uzbrojenie główne – armata 76 mm). 
Eskortowcami oznacza się czasami w polskiej klasyfikacji francuskie i włoskie okręty klasy awizo, częściej jednak większość z nich zalicza się do kanonierek. Jako eskortowce – „awiza eskortowe” (wł. Avviso scorta) Włosi klasyfikowali np. okręty typu Orsa, odpowiadające niszczycielom eskortowym innych państw. 
Z eskortowcami nie należy utożsamiać niszczycieli eskortowych, gdyż stanowią nazwaną, dość spójną klasę, wyróżniającą się od ogółu eskortowców charakterystykami.

## Okres powojenny
Po II wojnie światowej niektóre typy okrętów bywały z różnych przyczyn klasyfikowane oficjalnie jako eskortowce w niektórych państwach, lecz nie stanowiły one wyodrębnionej klasy, a okręty tak określane uważane są za niszczyciele, fregaty lub korwety w zależności od ich charakterystyk.
Wkrótce po wojnie w 1949 roku Francja zastąpiła tradycyjne nazwy klas okrętów służących do osłony zespołów floty lub konwojów przez określenie „eskortowiec” (fr. escorteur). Szczegółowe zasady nazewnictwa początkowo się zmieniały, w końcu od 1955 roku jako „eskortowce eskadrowe” (escorteur d'escadre) klasyfikowano okręty odpowiadające niszczycielom (np. typu T47), a „szybkie eskortowce” (escorteur rapide) – odpowiadające fregatom (wyporność ok. 1500 t).
Po wojnie w USA wprowadzono klasę okrętów nazwaną eskortowiec oceaniczny (Ocean Escort, skrót DE/DEG), lecz były to znacznie większe okręty, o wyporności 2000–5000 ton, przeklasyfikowane po 1975 na fregaty.
Z przyczyn politycznych, dla podkreślenia obronnego charakteru, powojenne Japońskie Morskie Siły Samoobrony wszystkie swoje główne okręty bojowe klasyfikują jako eskortowce (goeikan, okręty eskortowe), natomiast noszą one odpowiadające klasie niszczycieli angielskie prefiksy numerów burtowych zaczynające się od litery D i za granicą uznawane są za niszczyciele. Klasyfikacja ta obejmuje także duże niszczyciele rakietowe typu Kongō i pochodnych o wyporności rzędu 10 tysięcy ton (misairu goeikan, „eskortowce rakietowe”) i jeszcze większe śmigłowcowce (herikoputā goeikan, „eskortowce śmigłowcowe”).